# Лайне, Эеро
Эеро Лайне (фин. Eero Laine; 7 января 1926, Таммела, Финляндия — 23 октября 1998, Турку, Финляндия) — финский биатлонист, участник зимних Олимпийских игр 1960 года.

## Карьера
Эеро Лайне принимал участие во впервые проводимых на Олимпийсках играх соревнованиях по биатлону в 1960 году. В индивидуальной гонке он занял 15-е место, при этом показал 16-е время на лыжне и допустил 7 промахов на стрельбище.

### Участие в Олимпийских играх
| Год  | Место проведения | Инд |
| 1960 | Скво-Вэлли       | 15  |

## Интересные факты
На летних Олимпийских играх 1960 года, проходивших в Риме, Финляндию в академической гребле представлял Эеро Йоханнес Лайне — полный тёзка биатлониста.